# فصد
رگ‌زنی یا فصد (همچنین فصد خون) (به انگلیسی: Bloodletting) یکی از روش‌های خون‌گیری در طب سنتی است.
در آثار طبی ابوعلی سینا و ابوریحان بیرونی به بعد از آن به معنای تیغ زدن بر رگ به منظور خارج کردن خون مضر از تن بیماران مبتلا به بیماری های کشنده استفاده شد.
باور عموم بر این است که با انجام فصد می‌توان بسیاری از بیماری‌هایی که در بدن نهفته‌اند رهایی یافت؛ و به همین دلیل انجام این کار را به همه توصیه می‌کنند
فصد ۶۴ موضع دارد که هر کدام برای یک بیماری خاص است که به شیوه ایی خاص نیز باید عمل خونگیری شود، اما به طور کلی فصد خون را در نواحی مختلف بدن می‌توان انجام داد. 

## فرق حجامت با فصد
خون حجامت از مویرگ‌ها خارج می‌شود و فرد کمتر دچار ضعف می‌شود، ولی در فصد خون از رگ گرفته می‌شود و به همین دلیل ضعف و بی حالی ممکن است بروز پیدا کند.
فصد در کل بدن اثر می‌گذارد، اما حجامت موضعی است.
فصد پاکسازی عمومی می‌کند، اما حجامت پاکسازی موضعی انجام می‌دهد.
حجامت خون غلیظ را دفع نمی‌کند، ولی فصد به دفع خون غلیظ کمک می‌کند.